# Stamnodes anthocharidaria
Stamnodes anthocharidaria là một loài bướm đêm trong họ Geometridae.